# Patrick Huston
Patrick Huston, född 5 januari 1996, är en brittisk bågskytt. Han deltog vid olympiska sommarspelen 2016 och olympiska sommarspelen 2020.